# Nimbya rhapontici
Nimbya rhapontici är en svampart som först beskrevs av Nelen, och fick sitt nu gällande namn av E.G. Simmons 1997. Nimbya rhapontici ingår i släktet Nimbya och familjen Pleosporaceae.   Inga underarter finns listade i Catalogue of Life.